# Flaga Fidżi
Flaga Fidżi – prostokątna, błękitna z flagą Wielkiej Brytanii w kantonie oraz godłem po prawej stronie. Została wprowadzona 10 października 1970. Autorką flagi jest Tessa Mackenzie.

## Symbolika
Kolor błękitny symbolizuje Pacyfik Centralny. Po prawej stronie od flagi Wielkiej Brytanii, która symbolizuje dawną przynależność wysp do tego państwa, znajduje się herb Fidżi.

## Flagi rządowe

Flaga lotnictwa cywilnego
Bandera służby celnej
Sztandar prezydencki

## Historyczne warianty flagi

### Flagi osób rządzących

Sztandar Króla Lau (1869–1871)
Sztandar królewski Zjednoczonego Królestwa Fidżi (1871–1874)
Flaga gubernatora Fidżi (1877–1883)
Flaga gubernatora Fidżi (1883–1903)
Flaga gubernatora Fidżi (1903–1908)
Flaga gubernatora Fidżi (1908–1970)
Flaga generalnego gubernatora Fidżi (1970–1987)

### Bandery

Bandera handlowa Królestwa Fidżi (1871–1874)
Bandera służb celnych (1881–1966)
Bandera cywilna Fidżi (1908–1970)
Bandera służb celnych (1970–1987)

### Flagi narodowe

Flaga Zjednoczonych Plemion Fidżi (1865–1867)
Flaga Zjednoczonych Plemion Fidżi (1867–1869)
Flaga Królestwa Lau (1869–1871)
Flaga Zjednoczonego Królestwa Fidżi (1871–1874)
Flaga kolonialna Fidżi (1877–1883)
Flaga kolonialna Fidżi (1883–1903)
Flaga kolonialna Fidżi (1903–1908)
Flaga kolonialna Fidżi (1908–1924)
Flaga kolonialna Fidżi (1924–1970)

### Propozycje z 2005

## Propozycje flag

### Propozycje z 2015
W lutym 2015 premier Fidżi Frank Bainimarama ogłosił konkurs na nową flagę, która miała zostać oficjalnie przyjęta w dniu Święta Niepodległości Fidżi, 10 października 2015. W wyniku konkursu zostało wyłonione 23 propozycje flag. Termin wyboru został później przesunięty na 1 lipca 2016, a flaga miała zostać przyjęta w Dniu Konstytucji, 7 września; ostatecznie jednak w sierpniu 2016 całkowicie zrezygnowano z planów zmiany dotychczasowej flagi. 